# Wolfgang Roritzer
Wolfgang Roritzer, auch Roriczer (* unbekannt; † 30. Mai 1514 in Regensburg) war ein deutscher Dombaumeister und Bildhauer der Gotik. Er gehörte zur Baumeister- und Bildhauerfamilie der Roritzer, die nachweislich von 1411 bis 1514 am Regensburger Dom in leitender Position tätig waren. Er war ein Sohn von Konrad Roritzer.

## Werk
Über die Lehr- und Wanderjahre von Wolfgang Roritzer ist nichts bekannt. Bevor er in Regensburg arbeitete, war er am Liebfrauenmünster in Ingolstadt tätig, denn dort befindet sich sein Steinmetzzeichen.
 Im Jahre 1493 schuf er das Sakramentshäuschen am Regensburger Dom, einer gotischen Kathedrale, und 1495 erwarb er das Bürgerrecht in Regensburg. In diesem Jahr wurde er Werkmeister am Regensburger Dom und somit Dombaumeister. Wolfgang Roritzer schuf 1500 den „schönen Brunnen“ beim Südportal des Regensburger Doms und war mit dem Aufbau des dritten Geschosses des Nordturms ab 1496 beschäftigt, den er 1501 vollendete. Seine bildhauerischen Fähigkeiten sind mit den von ihm gestalteten Figuren am Nordturm dokumentiert.

## Leben
Ab 1498 engagierte er sich in der Stiftung der St. Anna-Bruderschaft, in der er 1499 zum Bruderschaftsmeister gewählt wird. 1508 trat er der St. Wolfgangsbruderschaft bei St. Emmeran bei.
Er wurde als Dombaumeister in die damaligen herrschenden sozialen Auseinandersetzungen und Unruhen hineingezogen. Die Stadt hatte sich damals bereits von kirchlicher und herzoglicher Herrschaft weitestgehend befreit. Herzog Albrecht IV. von Bayern nutzte 1486 unklare städtische Verhältnisse zu seinen Gunsten und brachte die Stadt unter seine Landeshoheit. Kaiser Friedrich III. erzwang 1492 die Herausgabe der Stadt und setzte einen Reichshauptmann ein. Als dieser verstarb, sollte ein neuer 1513 eingesetzt werden. In der Stadt brach Unruhe aus, bei der ein Ratsherr, Wolfgang Lyskircher, wegen Nichtigkeiten hingerichtet wurde. Als wieder Ruhe eingekehrt war, versuchte man gegen die Unruhestifter vorzugehen. Unter den Rädelsführern befand sich auch Wolfgang Roritzer, der aus der Stadt entwichen war. Er hatte einen kaiserlichen Geleitbrief erhalten, der zusicherte, dass er sich bis zum Eintreffen der kaiserlichen Kommission in der Stadt aufhalten könne. Als diese eintraf, begab er sich unter den Schutz des Bischofs und agitierte nächtens im Sinne der Bürgerschaft. Die kaiserlichen Kommissare verlangten daraufhin die Herausgabe Roritzers vom Bischof, die dieser verweigerte. Er wurde von den Kaiserlichen in der Dombauhütte festgesetzt, wegen Hochverrats verurteilt und am 30. Mai 1514 in Regensburg enthauptet.
Sein Grabstein hatte die Form eines einfachen Grabsteins mit einem Wappenschild und seinem Steinmetzzeichen. Dieser war bereits 1888 nicht mehr erhalten.
Seine Frau scheint schon vor ihm gestorben zu sein. Er hatte einen Sohn namens Dionysius. 1524 verkauften die Vormünder der Kinder von Wolfgang Roritzer sein Haus in der Malerstraße in Regensburg.